# Meconopsis pseudohorridula
Meconopsis pseudohorridula är en vallmoväxtart som beskrevs av Cheng Yih Wu och H. Chuang. Meconopsis pseudohorridula ingår i släktet bergvallmor, och familjen vallmoväxter. Inga underarter finns listade i Catalogue of Life.